# Paulópolis
Paulópolis é um distrito do município brasileiro de Pompéia, no interior do estado de São Paulo.

## História

### Origem
O povoado de Paulópolis foi fundado por volta de 1935, através do loteamento feito pelo Dr. Paulo Vicente de Azevedo, se desenvolvendo rapidamente com a extrema subdivisão da propriedade onde ele se encontrava acompanhada de intenso povoamento num raio de aproximadamente três quilômetros.

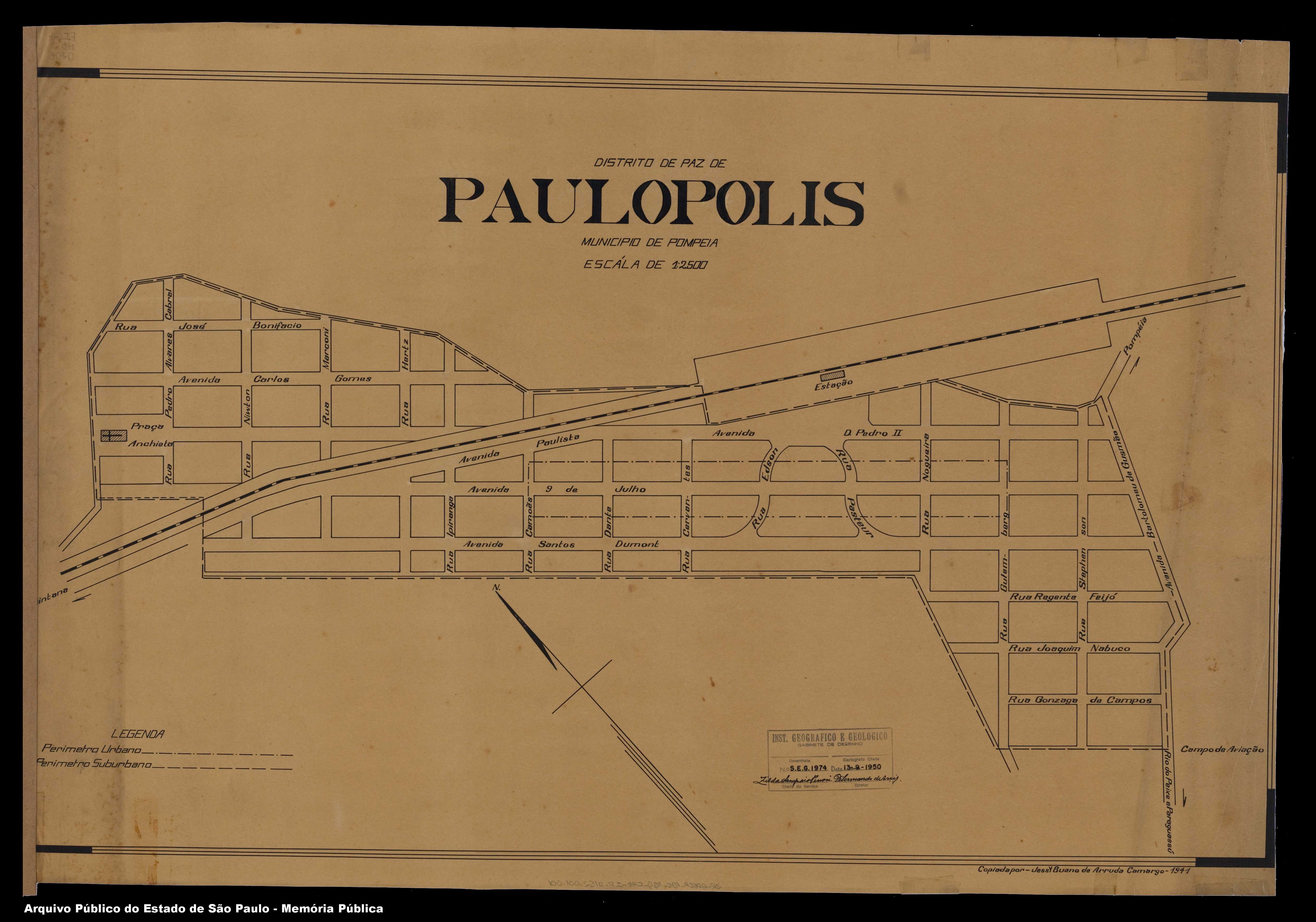
Planta da área urbana original.

A ferrovia chegou pouco tempo depois, com a inauguração da estação ferroviária pela Companhia Paulista de Estradas de Ferro em 01/04/1940.

### Formação administrativa
- Distrito criado pela Lei nº 2.999 de 24/06/1937, com sede no povoado de Paulópolis e terras do distrito de Pompéia, município de Marília[6].
- Pelo Decreto nº 8.567 de 20/09/1937 é criado o distrito policial com as mesmas divisas do distrito de paz[7][8].
- Pelo Decreto n° 9.775 de 30/11/1938 foi transferido para o município de Pompéia[9].
- Pelo Decreto-Lei n° 14.334 de 30/11/1944 perdeu terras para a formação do distrito de Queiroz[10].
- Pela Lei n° 233 de 24/12/1948 perdeu terras para o distrito de Pontana (atualmente extinto)[11].

## Geografia

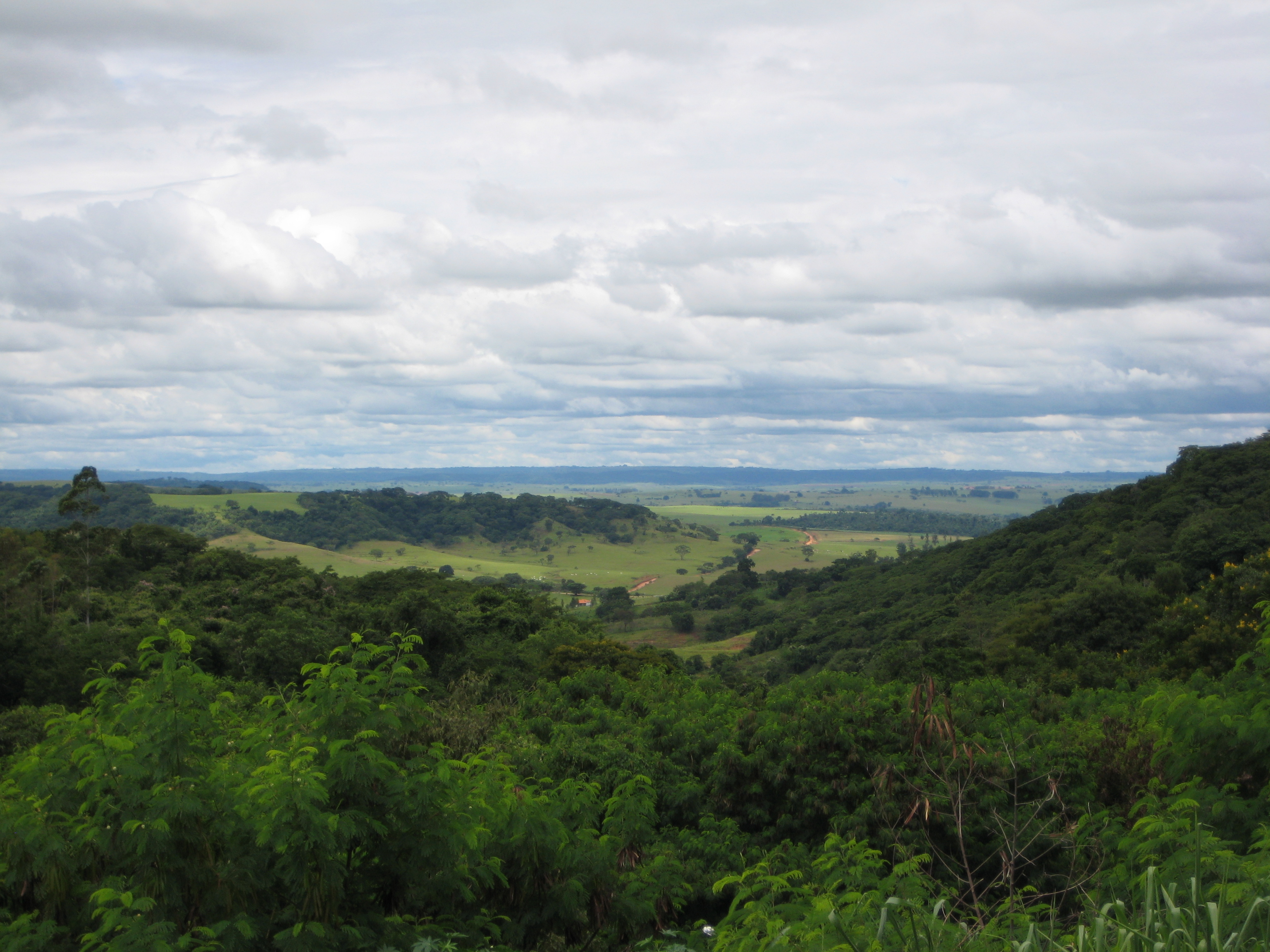
Paisagem local.

### Demografia

#### População urbana
| Crescimento população urbana | Crescimento população urbana | Crescimento população urbana | Crescimento população urbana |
| Censo                        | Pop.                         |                              | %±                           |
| ---------------------------- | ---------------------------- | ---------------------------- | ---------------------------- |
| 1940                         | 1 065                        |                              | —                            |
| 1950                         | 606                          |                              | −43,1%                       |
| 1960                         | 837                          |                              | 38,1%                        |
| 1970                         | 584                          |                              | −30,2%                       |
| 1980                         | 589                          |                              | 0,9%                         |
| 1991                         | 710                          |                              | 20,5%                        |
| 2000                         | 831                          |                              | 17,0%                        |
| 2010                         | 894                          |                              | 7,6%                         |
| Fonte: IBGE e Fundação SEADE |                              |                              |                              |

#### População total
Pelo Censo 2010 (IBGE) a população total do distrito era de 1 169 habitantes.

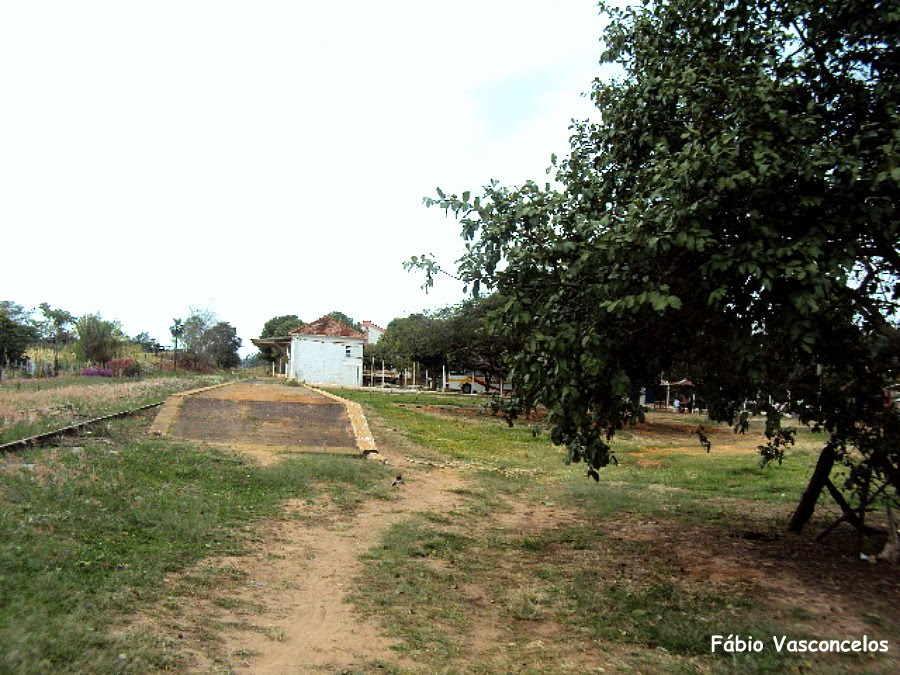
Estação ferroviária.

### Área territorial
A área territorial do distrito é de 258,502 km².

### Rodovias
O distrito localiza-se às margens da Rodovia Comandante João Ribeiro de Barros (SP-294), que dá acesso para Pompéia e às principais cidades da região.

### Ferrovias
Pátio Paulópolis (ZXK) da Linha Tronco Oeste (Companhia Paulista de Estradas de Ferro), estando a ferrovia atualmente desativada sob concessão da Rumo Malha Paulista.

## Serviços públicos

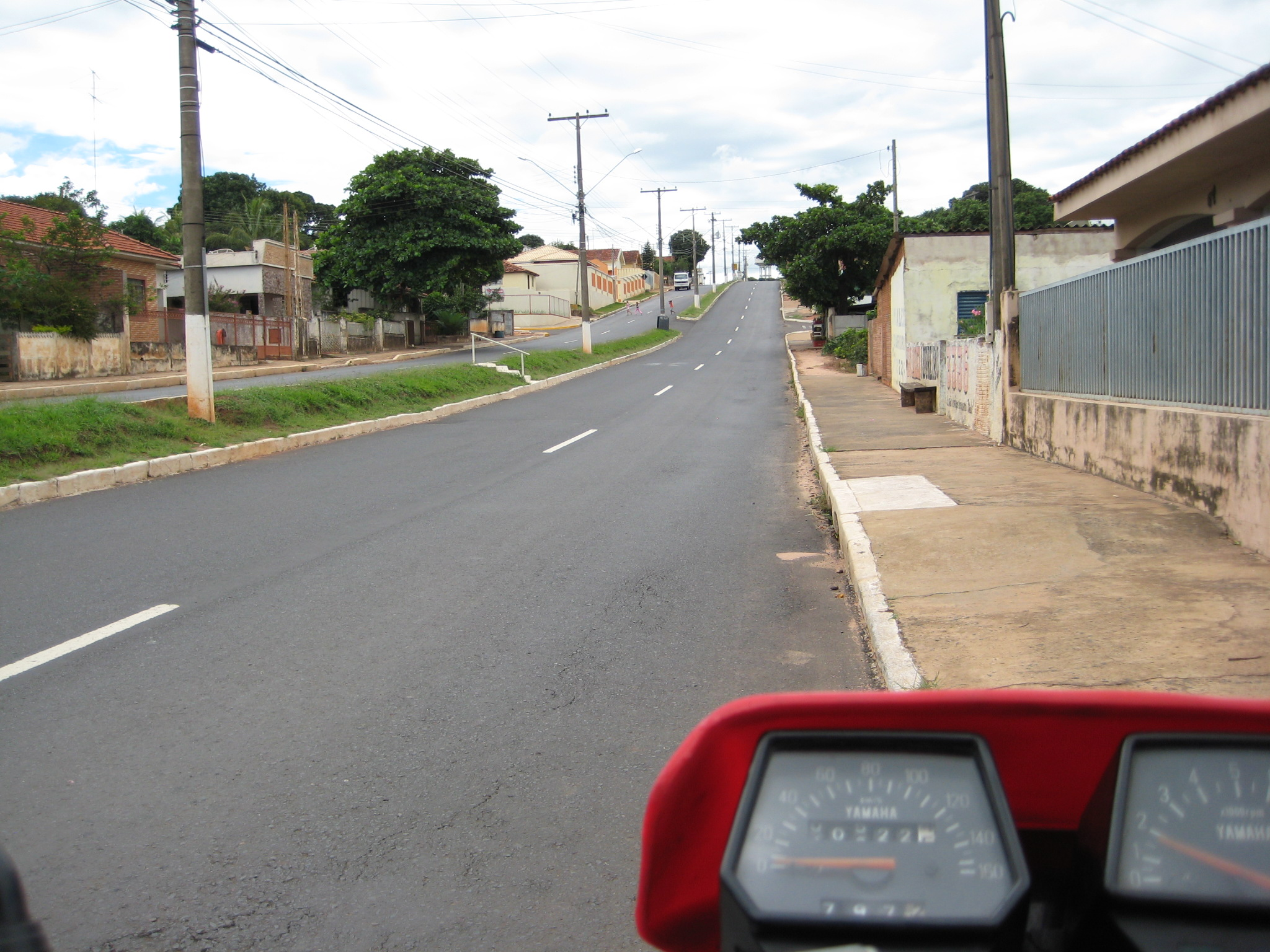
Aspecto local.

### Registro civil
Atualmente é feito na sede do município, pois o Cartório de Registro Civil das Pessoas Naturais do distrito foi extinto pela Resolução nº 1 de 29/12/1971 do Tribunal de Justiça do Estado de São Paulo, e seu acervo foi recolhido ao cartório do distrito sede.

### Saneamento
O serviço de abastecimento de água é feito pelo Serviço Autônomo de Água e Esgoto de Pompéia (SAAE). 

### Energia
A responsável pelo abastecimento de energia elétrica é a CPFL Paulista, distribuidora do grupo CPFL Energia.

### Telecomunicações
O distrito era atendido pela Telecomunicações de São Paulo (TELESP) através da central telefônica de Pompéia. Em 1998 esta empresa foi vendida para a Telefônica, que em 2012 adotou a marca Vivo para suas operações.

## Religião
O Cristianismo se faz presente no distrito da seguinte forma:

### Igreja Católica
- A igreja faz parte da Diocese de Marília[23].

### Igrejas Evangélicas
- Assembleia de Deus - O distrito possui uma congregação da Assembleia de Deus Ministério do Belém, vinculada ao Campo de Marília. Por essa igreja, através de um início simples, mas sob a benção de Deus, a mensagem pentecostal chegou ao Brasil. Esta mensagem originada nos céus alcançou milhares de pessoas em todo o país, fazendo da Assembleia de Deus a maior igreja evangélica do Brasil[24][25].
- Congregação Cristã no Brasil[26].